# Artopoúla
Artopoúla (Artopoula) är en ort i Grekland.   Den ligger i prefekturen Nomós Ioannínon och regionen Epirus, i den västra delen av landet, 300 km nordväst om huvudstaden Aten. Artopoúla ligger 544 meter över havet och antalet invånare är 123.
Terrängen runt Artopoúla är bergig söderut, men norrut är den kuperad. Runt Artopoúla är det glesbefolkat, med 12 invånare per kvadratkilometer. Närmaste större samhälle är Pediní, 17,7 km nordost om Artopoúla. I omgivningarna runt Artopoúla växer i huvudsak blandskog.